# Monarto Conservation Park
Monarto Conservation Park är en park i Australien. Den ligger i delstaten South Australia, omkring 53 kilometer sydost om delstatshuvudstaden Adelaide.
Närmaste större samhälle är Murray Bridge, omkring 16 kilometer öster om Monarto Conservation Park. 
Trakten runt Monarto Conservation Park består till största delen av jordbruksmark. Runt Monarto Conservation Park är det mycket glesbefolkat, med 7 invånare per kvadratkilometer. Genomsnittlig årsnederbörd är 513 millimeter. Den regnigaste månaden är juni, med i genomsnitt 86 mm nederbörd, och den torraste är december, med 16 mm nederbörd.